# Priscila Cachoeira
Priscila Cachoeira (Río de Janeiro, 19 de agosto de 1988) es una artista marcial mixta brasileña de que compite en la división de peso mosca de Ultimate Fighting Championship.

## Vida personal
Tuvo una infancia problemática. Jugó al voleibol en el Fluminense, pero fue apuñalada por la espalda y apartada del equipo. En su juventud, su padre se negó a admitir que era su hija, su cuñado abusó sexualmente de ella y descubrió que su novio la engañaba. A los 20 años, se hizo adicta al crack, y pasaría muchos años de su vida como adicta antes de que su madre consiguiera finalmente ayudarla a dejar su adicción y a dedicarse a las artes marciales mixtas.
Tuvo un hijo nacido en 2013. Mantuvo una relación con otra mujer hasta 2018, cuando se separaron porque su pareja se gastaba todo su dinero. Mientras se recuperaba de su lesión de rodilla, su entrenamiento fue patrocinado por el club de fútbol brasileño C. R. Vasco da Gama.

## Carrera en las artes marciales mixtas

### Ultimate Fighting Championship
Debutó en la UFC contra Valentina Shevchenko el 3 de febrero de 2018 en UFC Fight Night: Machida vs. Anders. Perdió el combate por sumisión en el segundo asalto. El árbitro Mario Yamasaki fue duramente criticado por el presidente de la UFC, Dana White, por no haber detenido el combate antes.
Sufrió una lesión de rodilla en el combate con Shevchenko que requirió cirugía, y la mantuvo fuera del deporte durante más de un año.
Se enfrentó a Molly McCann el 15 de marzo de 2019 en UFC Fight Night: Till vs. Masvidal. Perdió el combate por decisión unánime.
Se enfrentó a Luana Carolina el 11 de mayo de 2019 en UFC 237. Perdió el combate por decisión unánime.
Se esperaba que se enfrentara a Ariane Lipski en UFC Fight Night: Błachowicz vs. Jacaré. Sin embargo, fue retirada de la cartelera después de dar positivo por una sustancia prohibida que se recogió el 12 de octubre de 2019 durante una muestra de orina fuera de la competencia. A su vez, Lipski fue reprogramada para pelear en UFC Fight Night: Ortega vs. The Korean Zombie contra Veronica Macedo el 21 de diciembre de 2019. Fue suspendida por la USADA durante cuatro meses por dar positivo por diurético, hidroclorotiazida (HCTZ) y sus metabolitos clorotiazida y 4amino-6cloro-1,3-benzenedisulfonamida (ACB). Pudo volver a luchar el 12 de febrero de 2020.
Se enfrentó a Shana Dobson el 23 de febrero de 2020 en UFC Fight Night: Felder vs. Hooker. Ganó el combate por KO en el primer asalto. La victoria también registró el final más rápido en la historia de un combate de peso mosca femenino de la UFC. Esta victoria le valió el premio a la Actuación de la Noche.
Se esperaba que se enfrentara a Cortney Casey el 31 de octubre de 2020 en UFC Fight Night: Hall vs. Silva. Sin embargo, el combate se suspendió el día del pesaje, ya que tuvo problemas para cortar el peso.
Se enfrentó a Gina Mazany el 15 de mayo de 2021 en UFC 262. Ganó el combate por TKO en el segundo asalto.
Se enfrentó a Gillian Robertson el 11 de diciembre de 2021 en UFC 269. En el pesaje, pesó 129 libras, tres libras por encima del límite del combate de peso mosca sin título. El combate prosiguió en el peso acordado con una multa del 30% de su bolsa, que fue a parar a su oponente Robertson. Perdió el combate por sumisión en el primer asalto.
Se enfrentó a Ji Yeon Kim el 26 de febrero de 2022 en UFC Fight Night: Makhachev vs. Green. Ganó el combate por una controversial decisión unánime. 14 de 15 medios de comunicación puntuaron a Kim como ganadora del combate. Este combate le valió el premio a la Pelea de la Noche.
Se esperaba que se enfrentara a Ariane Lipski el 6 de agosto de 2022 en UFC on ESPN: Santos vs. Hill. En el pesaje, Lipski pesó 128.5 libras, dos libras y media por encima del límite de la pelea de peso mosca sin título. Se esperaba que el combate se celebrara en el peso acordado y que Lipski recibiera una multa del 20% de su bolsa, que iría a parar a Cachoeira, pero el combate se reprogramó para el 13 de agosto de 2022 en UFC on ESPN: Vera vs. Cruz en un combate de peso gallo después de que Lipski no recibiera el visto bueno de los médicos. Ganó el combate por TKO en el primer asalto.

## Campeonatos y logros

### Artes marciales mixtas
- Ultimate Fighting Championship
  - Actuación de la Noche (una vez) vs. Shana Dobson[19]
  - Pelea de la Noche (una vez) vs. Ji Yeon Kim[33]

## Récord en artes marciales mixtas
| Resultado | Récord | Oponente                 | Método                                 | Evento                               | Fecha                    | Ronda | Tiempo | Localización          | Notas                                                                |
| --------- | ------ | ------------------------ | -------------------------------------- | ------------------------------------ | ------------------------ | ----- | ------ | --------------------- | -------------------------------------------------------------------- |
| Derrota   | 12-6   | Jasmine Jasudavicius     | Sumision (anaconda choke)              | UFC 297                              | 20 de enero de 2024      | 3     | 4:21   | Toronto, Ontario      |                                                                      |
| Derrota   | 12-5   | Miranda Maverick         | Sumision (armbar)                      | UFC 291                              | 29 de julio de 2023      | 3     | 2:11   | Salt Lake City, Utah  |                                                                      |
| Victoria  | 12-4   | Ariane Lipski            | TKO (puñetazos)                        | UFC on ESPN: Vera vs. Cruz           | 13 de agosto de 2022     | 1     | 1:05   | San Diego, California | Combate de peso gallo.                                               |
| Victoria  | 11-4   | Ji Yeon Kim              | Decisión (unánime)                     | UFC Fight Night: Makhachev vs. Green | 26 de febrero de 2022    | 3     | 5:00   | Las Vegas, Nevada     | Pelea de la Noche.                                                   |
| Derrota   | 10-4   | Gillian Robertson        | Sumisión (estrangulamiento por detrás) | UFC 269                              | 11 de diciembre de 2021  | 1     | 4:59   | Las Vegas, Nevada     | Combate de peso acordado (129 libras); Cachoeira no alcanzó el peso. |
| Victoria  | 10-3   | Gina Mazany              | TKO (puñetazos)                        | UFC 262                              | 15 de mayo de 2021       | 2     | 4:51   | Houston, Texas        |                                                                      |
| Victoria  | 9-3    | Shana Dobson             | KO (puñetazo)                          | UFC Fight Night: Felder vs. Hooker   | 23 de febrero de 2020    | 1     | 0:40   | Auckland              | Actuación de la Noche.                                               |
| Derrota   | 8-3    | Luana Carolina           | Decisión (unánime)                     | UFC 237                              | 11 de mayo de 2019       | 3     | 5:00   | Río de Janeiro        |                                                                      |
| Derrota   | 8-2    | Molly McCann             | Decisión (unánime)                     | UFC Fight Night: Till vs. Masvidal   | 16 de marzo de 2019      | 3     | 5:00   | Londres               |                                                                      |
| Derrota   | 8-1    | Valentina Shevchenko     | Sumisión (estrangulamiento por detrás) | UFC Fight Night: Machida vs. Anders  | 3 de febrero de 2018     | 2     | 4:25   | Belém                 |                                                                      |
| Victoria  | 8-0    | Rosy Duarte              | TKO (puñetazos)                        | Hipnose Fight Night 3                | 7 de septiembre de 2017  | 2     | 4:54   | Angra dos Reis        |                                                                      |
| Victoria  | 7-0    | Marta Souza              | Decisión (mayoritaria)                 | Curitiba Top Fight 11: Girls' Night  | 1 de julio de 2017       | 3     | 5:00   | Curitiba              | Debut en el peso mosca.                                              |
| Victoria  | 6-0    | Karoline Martins Moreira | TKO (puñetazos)                        | CUFA Fight Festival 5                | 25 de mayo de 2017       | 1     | 0:49   | Río de Janeiro        | Combate de peso acordado (130 libras).                               |
| Victoria  | 5-0    | Laisa Coimbra            | KO (puñetazos)                         | Curitiba Top Fight 10                | 24 de febrero de 2017    | 1     | 1:09   | Curitiba              |                                                                      |
| Victoria  | 4-0    | Alexandra de Cássia      | KO (puñetazos)                         | CUFA Fight Festival 4                | 16 de diciembre de 2016  | 2     | 2:50   | Río de Janeiro        | Debut en el peso gallo.                                              |
| Victoria  | 3-0    | Amanda Torres Sardinha   | Decisión (unánime)                     | XForce MMA 4                         | 17 de septiembre de 2016 | 3     | 5:00   | Macaé                 | Combate de peso acordado (121 libras).                               |
| Victoria  | 2-0    | Paula Baack              | Decisión (unánime)                     | Hipnose Fight Night 2                | 13 de agosto de 2016     | 3     | 5:00   | Angra dos Reis        |                                                                      |
| Victoria  | 1-0    | Cleudilene Costa         | Decisión (unánime)                     | Your Chance 1                        | 11 de junio de 2016      | 3     | 5:00   | Río de Janeiro        | Combate de peso acordado (121 libras).                               |